# Croatie aux Jeux olympiques d'hiver de 2018
La Croatie participe aux Jeux olympiques d'hiver de 2018 à Pyeongchang, en Corée du Sud, du 9 au 25 février 2018. Il s'agit de sa huitième participation à des Jeux d'hiver.

## Participation
Aux Jeux olympiques d'hiver de 2018, les athlètes de l'équipe de Croatie ont participé aux épreuves suivantes : 
| Sport       | Hommes | Femmes | Total |
| ----------- | ------ | ------ | ----- |
| Ski alpin   | 6      | 4      | 10    |
| Bobsleigh   | 4      | 0      | 4     |
| Ski de fond | 2      | 2      | 4     |
| Luge        | 0      | 1      | 1     |
| Total       | 12     | 7      | 19    |